# Johanneskirche (Kazimierz Dolny)

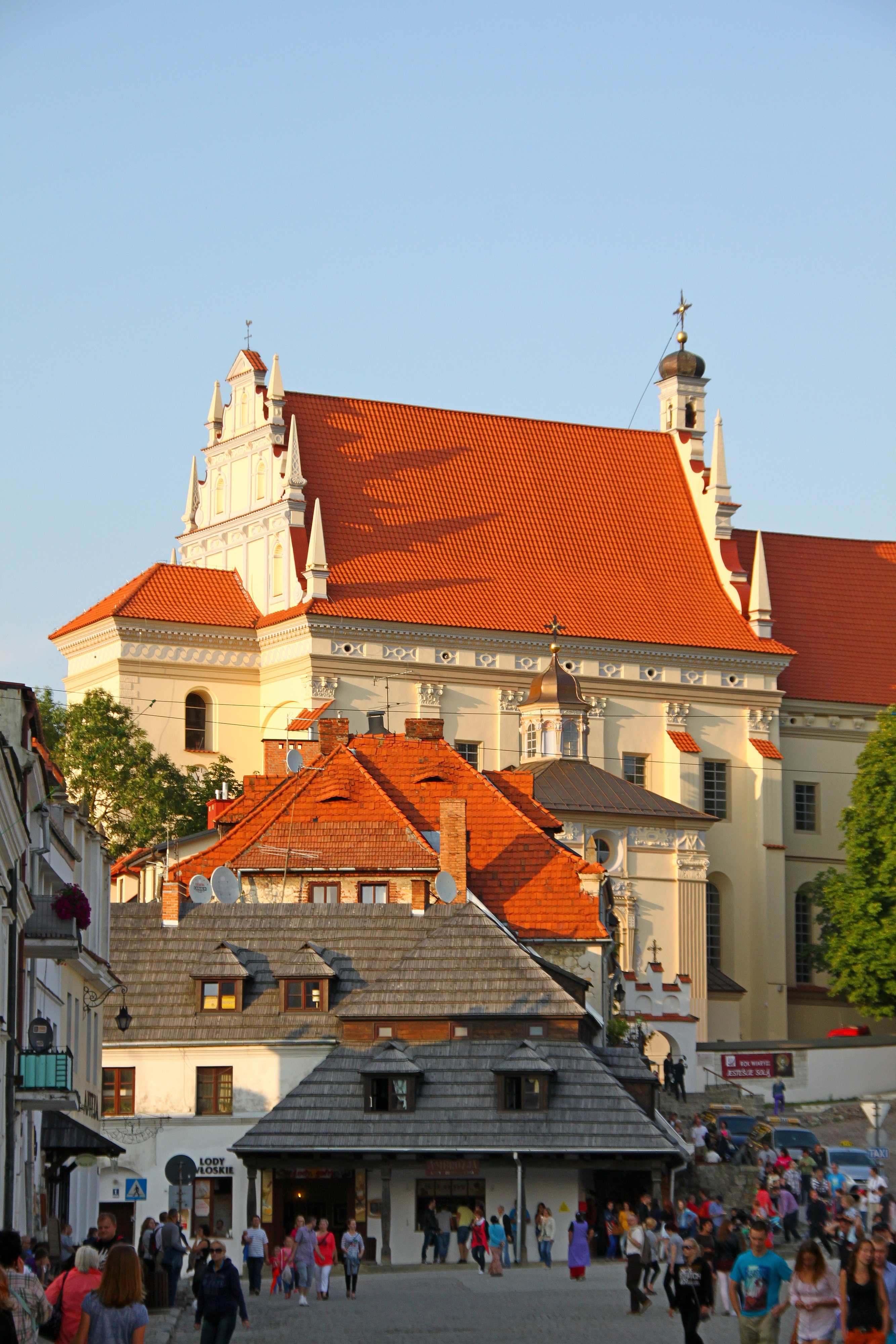
Blick vom Markt

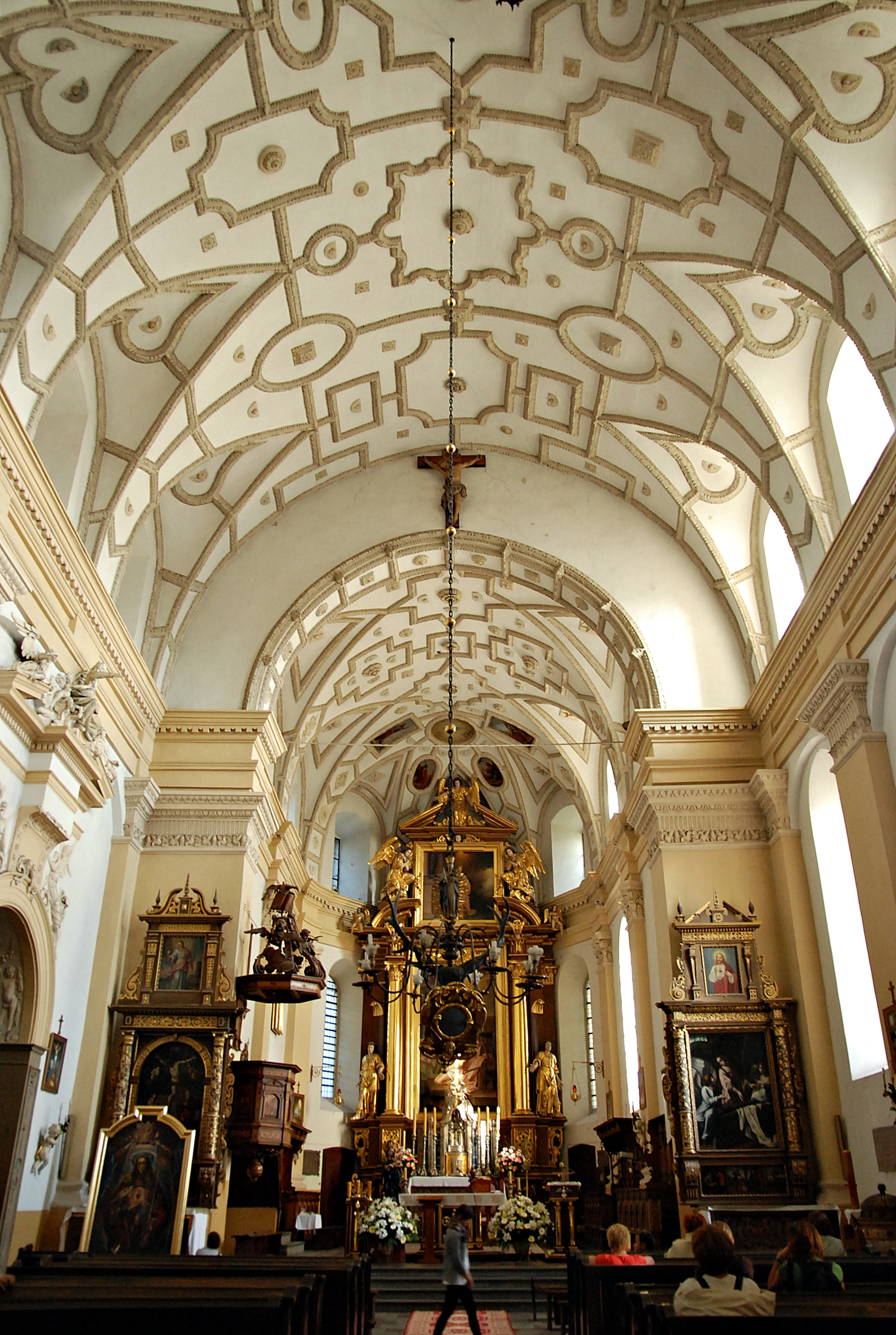
Innenraum

Die Johannes-und-Bartholomäuskirche (polnisch Kościół farny św. Jana Chrzciciela i św. Bartłomieja) in Kazimierz Dolny in der polnischen Woiwodschaft Lublin ist eine römisch-katholische Kirche, die auf einem Hügel unweit des Marktplatzes der Altstadt liegt.

## Geschichte
Die Kirche wurde um 1325 im gotischen Stil als Pfarrkirche errichtet, 1521 kam der Turm aus der Renaissance hinzu. Die Kirche brannte während des Stadtbrandes von 1561 ab. Der Wiederaufbau wurde unter Jan Firlej, der selbst der Reformation anhing, hinausgezögert. Mit dem Bau wurde erst 1586 begonnen. Er wurde jedoch kurz darauf wieder eingestellt. In den Jahren von 1610 bis 1613 wurde die Kirche dann von Jakub Balin im Stil der Lubliner Renaissance umgebaut, wobei einzelne Stilelemente der Gotik noch zu erkennen sind. In den Jahren von 1612 bis 1615 wurde die Borkowski-Kapelle angebaut, in den Jahren von 1625 bis 1629 die Górski-Kapelle, in den Jahren von 1646 bis 1653 die Königliche Kapelle und zuletzt die Michaelskapelle. Seither ist die Kirche weitgehend unverändert erhalten und stellt eines der besterhaltenen Beispiele der Lubliner Renaissance dar.